# Rivière Flamand Ouest
Rivière Flamand Ouest är ett vattendrag i Kanada.   Det ligger i provinsen Québec, i den sydöstra delen av landet, 300 km nordost om huvudstaden Ottawa.
I omgivningarna runt Rivière Flamand Ouest växer i huvudsak blandskog. Trakten runt Rivière Flamand Ouest är nära nog obefolkad, med mindre än två invånare per kvadratkilometer.